# Воейков, Платон Александрович
Платон Александрович Воейков (1828—27 августа 1855, Севастополь) — герой Севастопольской обороны.

## Биография
Платон Воейков родился в 1828 году; из дворян. Образование получил в школе гвардейских прапорщиков и юнкеров, откуда был выпущен в 1846 году в Лейб-гвардии Конный полк.
В 1851 году пожалован во флигель-адъютанты, в 1854 году был произведён в ротмистры, и в том же году отправился в Севастополь, где 27 августа 1855 года был смертельно ранен, когда вместе с капитан-лейтенантом Ильшевским, собрав горсть солдат, бросился отбивать у неприятеля Малахов курган. Князь Горчаков доносил о Воейкове следующее:

Флигель-адъютант гвардии ротмистр Воейков, по приказанию генерала Хрулёва, вводил войска резерва в занятый неприятелем бастион Корнилова и пал жертвой порыва своего мужества.
 По словам врача Э. С. Андреевского, раненного Воейкова перевезли в Бельбек. «Пуля ударила возле позвоночного столба, раздробила os ilium и осталась внутри. Он умирал, и действительно вскоре умер, после того, как навестил его князь Б. Д. Голицын. Тело его перевезли в Успенский монастырь, где уже были похоронены Вревский и Веймарн».

## Источник
- Воейковы // Военная энциклопедия : [в 18 т.] / под ред. В. Ф. Новицкого … [и др.]. — СПб. ; [М.] : Тип. т-ва И. Д. Сытина, 1911—1915.